# Dídimo (parente de Honório)
Dídimo (em latim: Didymus; em grego: Διδύμος; romaniz.: Didýmos) foi um magnata e nobre romano do final do século IV e começo do V, ativo durante o reinado do imperador ocidental Honório (r. 395–423). Era nativo da Hispânia e irmão de Vereniano, Teodosíolo e Lagódio, bem como parente de Honório, talvez seu primo.
Segundo Sozômeno, Dídimo e seu irmão Vereniano confrontaram um ao outro por algum tempo, porém em 408 reconciliaram-se e organizaram a resistência armada aos rebeldes Constantino III (r. 407–411) e Constante II (r. 407–411). Lutaram na Lusitânia, onde conseguiram matar muitos soldados de Constante II com um exército composto de tropas estacionadas localmente, camponeses e escravos.
Segundo Paulo Orósio, Dídimo e Vereniano pretendiam levar o conflito contra constante II para os Pirenéus, no extremo norte da Hispânia, porém foram capturados com suas esposas e levados pelo rebelde para a Gália, onde foram rapidamente executados em 409.